# Bettino Craxi
Benedetto „Bettino“ Craxi (24. února 1934 Milán – 19. ledna 2000 Hammamet, Tunisko) byl italský sociálnědemokratický politik. V letech 1983–1987 byl premiérem Itálie, což v té době představovalo nejdelší mandát od druhé světové války. Byl prvním socialistickým premiérem v historii italské republiky. Byl představitelem Italské socialistické strany, v jejímž čele stál v letech 1976–1993, a kterou velmi změnil – ukončil frakční boje a posunul stranu do politického středu, po vzoru jiných sociálnědemokratických stran Evropy. Symbolem toho bylo, že oslabil spolupráci s komunisty a vstoupil naopak do velké koalice s Křesťanskými demokraty (vznik tzv. osy CAF, neboli spolupráce tří klíčových osobností Craxi-Andreotti-Forlani).
Jeho vláda dosáhla značných ekonomických úspěchů, v jeho éře se Itálie stala pátou nejprůmyslovější zemí světa a vstoupila do skupiny nejvyspělejších ekonomik G7. Problémem však byla inflace a rostoucí zadlužení.
Craxi byl znám podporou socialistů, kteří byli ve svých zemích politicky postihováni, zejména ve frankstickém Španělsku, v Uruguayi, Chile a podporoval též československou skupinu levicových exulantů kolem časopisu Listy (Jiří Pelikán). Finančně podporoval též polskou Solidaritu a Arafatovu Organizaci pro osvobození Palestiny. Zvláštní sympatie měl též k libyjskému diktátorovi Muammaru Kaddáfímu, jehož roku 1986 telefonicky varoval před bombardováním Američanů, díky čemuž Kaddáfí útok (tzv. operaci El Dorado) přežil. Známý je jeho spor s Ronaldem Reaganem z roku 1985, kdy odmítl vydat arabské únosce lodi Achille Lauro. Často mu bylo vyčítáno přátelství s některými světovými diktátory, zejména Siadem Barrem ze Somálska a Bin Alím z Tuniska.
V 90. letech ho smetly korupční skandály (aféra Tangentopoli a akce Mani pulite – Čisté ruce), tak jako celou jeho politickou generaci. Před soudy uprchl roku 1994 do Tuniska, pod ochranu Bin Alího. Do Itálie, kde byl mezitím odsouzen k 27 letům vězení, se nikdy nevrátil a zemřel v Tunisku roku 2000.

## Vyznamenání
- velkokříž Řádu Kristova – Portugalsko, 4. července 1984[1]
- rytíř velkokříže Řádu Karla III. – Španělsko, 2. dubna 1985[2]
- velkokříž Řádu prince Jindřicha – Portugalsko, 31. října 1987[1]